# Stary Redzeń
Stary Redzeń (prononciation [ˈstarɨ ˈrɛd͡zɛɲ]) est un village de la gmina de Koluszki, du powiat de Łódź-est, dans la voïvodie de Łódź, situé dans le centre de la Pologne.
Il se situe à environ 7 kilomètres au sud-est de Koluszki (siège de la gmina) et 30 kilomètres à l'est de Łódź (siège du powiat et capitale de la voïvodie).
Sa population s'élevait à 301 habitants en 2011.

## Administration
De 1975 à 1998, le village était attaché administrativement à l'ancienne voïvodie de Piotrków.

Depuis 1999, il fait partie de la nouvelle voïvodie de Łódź.